# Vallelaghi
Vallelaghi est une commune italienne d'environ 5 000 habitants située dans la province autonome de Trente, dans la région du Trentin-Haut-Adige, dans le Nord-Est de l'Italie. Créée le 1er janvier 2016, elle est issue de la fusion de Padergnone, Terlago et Vezzano.
Les communes limitrophes sont  Andalo, Fai della Paganella, Lavis, Madruzzo, Molveno, San Lorenzo Dorsino, Terre d'Adige et Trente.